# Scots d'Ulster (peuple)
Cet article concerne les Scots d'Ulster en tant que peuple. Pour la langue, voir Scots d'Ulster.
Les Scots d'Ulster (en anglais : Ulster Scots) sont un groupe ethnique d'Irlande qui descend principalement des Écossais des Lowlands qui s'installèrent dans la province d'Ulster, dans le nord de l'Irlande.

## Histoire
La colonisation de cette province débuta massivement au XVIIe siècle avec les plantations de l'Ulster, un processus planifié de colonisation qui se déroula sous le règne de Jacques VI d'Écosse et Ier d'Angleterre, sur des terres le plus souvent expropriées, ou à exproprier, selon des méthodes plutôt violentes. 
Les termes de Scots d'Ulster (Scott-Irish) font à la fois référence aux colons presbytériens écossais du XVIIe siècle et, dans une moindre mesure, aux gallowglass qui arrivèrent en provenance de ce qui est aujourd'hui le nord-ouest de l'Écosse, des siècles avant la Réforme écossaise. 
Les Scots d'Ulster descendent en grande partie d'immigrés venus de Galloway, de l'Ayrshire, et des Scottish Borders. Certains sont cependant les descendants d'immigrés originaires de régions un peu plus au nord, dans les Lowlands écossais, ainsi que des Highlands. 
La reconquête de l'Irlande par les Tudors amena des réactions des populations d'Irlande, dont la rébellion irlandaise de 1641.
Les Scots d'Ulster émigrèrent en nombre significatif aux États-Unis au cours du XVIIIe siècle, et par la suite aux quatre coins du monde, dans les pays qui composaient alors l'Empire britannique (Canada, Australie, Nouvelle-Zélande, Afrique du Sud) ainsi que, dans une plus petite proportion, en Argentine et au Chili.
Scotch-Irish est un terme traditionnel américain utilisé pour désigner les Scots d'Ulster qui plus tard, au début du XVIIIe siècle, émigrèrent dans ce qui deviendra les États-Unis, en particulier au pied des Appalaches, à l'ouest de la Virginie et de la Caroline du Nord. Scots-Irish est une forme plus récente du terme américain et ne doit pas être confondu avec Irish-Scots, qui sont les immigrés irlandais récemment installés en Écosse.